# باب پارکر (بازیکن فوتبال)
باب پارکر (انگلیسی: Bob Parker؛ زادهٔ ۲۶ نوامبر ۱۹۳۵) بازیکن فوتبال اهل بریتانیا است.
از باشگاه‌هایی که در آن بازی کرده‌است می‌توان به باشگاه فوتبال هادرزفیلد تاون و باشگاه فوتبال بارنزلی اشاره کرد.